# Supermarine
Supermarine était un constructeur aéronautique britannique qui est surtout connu pour avoir construit toute une gamme d'hydravions ainsi que le célèbre chasseur Supermarine Spitfire.

## Historique

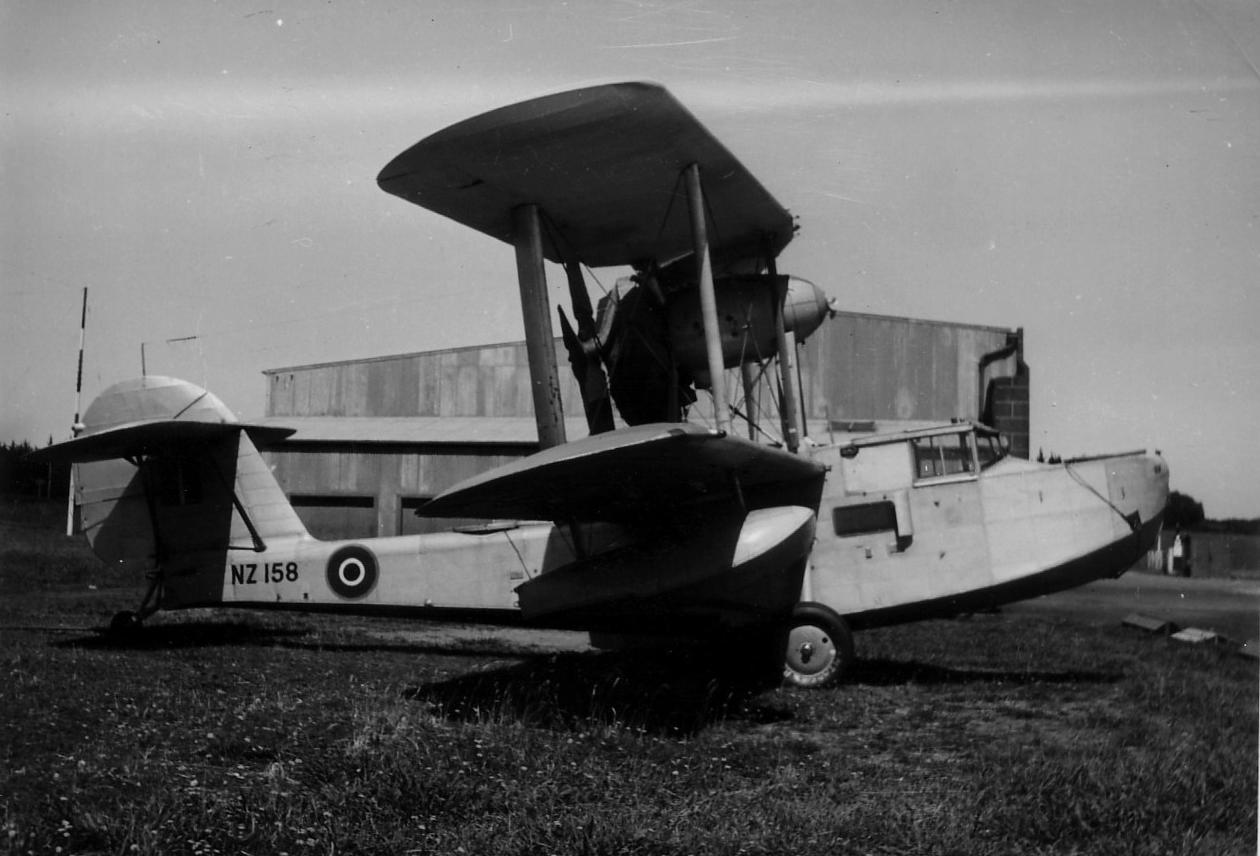
Un Supermarine Walrus

Noel Pemberton Billing fonda la compagnie Pemberton-Billing, Ltd en 1913 pour construire des hydravions. Ils produisit aussi deux appareils quadriplans conçus pour abattre les zeppelins : Les Supermarine P.B.29 et Supermarine Nighthawk. Les appareils était équipés d'un canon sans recul Davis et le Nighthawk possédait un générateur électrique séparé pour alimenter son phare de recherche. Après son élection à la Chambre des communes en 1916, Pemberton-Billing vendit sa société à son directeur d'usine et associé depuis longtemps Hubert Scott-Paine qui renomma la compagnie Supermarine Aviation Works, Ltd. La compagnie devint alors célèbre pour ses succès dans la Coupe Schneider et plus particulièrement ses trois victoires en 1927, 1929 et 1931.
En 1928, Vickers-Armstrong prit le contrôle de Supermarine sous le nom de Supermarine Aviation Works (Vickers), Ltd et en 1938 toutes les filiales de Vickers-Armstrong furent réorganisées et prirent le nom de Vickers-Armstrongs (Aircraft) Ltd, à l'exception de Supermarine qui continua à concevoir, construire et vendre ses produits sous son propre nom.
Le premier appareil terrestre conçu par Supermarine fut le célèbre Spitfire. Les premiers Hawker Hurricane et Spitfire constituaient la colonne vertébrale du Fighter Command de la Royal Air Force qui lutta contre les raids de bombardiers de la Luftwaffe et leurs chasseurs d'escorte pendant la bataille d'Angleterre à l'été 1940. Les Hurricane, présents en plus grand nombre, s'occupaient des bombardiers, tandis que les Spitfire s'occupaient des chasseurs. Ce dernier resta l'appareil associé à cette bataille.
Le Seafire, variante embarquée du Spitfire, connu aussi un grand succès pendant la Seconde Guerre mondiale. Pendant cette période Supermarine développa aussi le Spitful et le Seafang, évolutions respectives des Spitfire et des Seafire, ainsi que le Walrus, un hydravion de reconnaissance.
Les principaux bureaux de Supermarine étaient installés à Woolston dans la banlieue de Southampton, ce qui fit que la ville fut lourdement bombardée en 1940.
Le dernier appareil produit par Supermarine fut le Supermarine Scimitar. Peu après la réorganisation de l'industrie aéronautique britannique entraîna l'intégration de Vickers-Armstrong (Aircraft) à la British Aircraft Corporation et la perte des désignations industrielles individuelles.

## Appareils produits
- Pemberton-Billing P.B.25 (1915)
- AD Flying Boat (1916)
- AD Navyplane (1916)

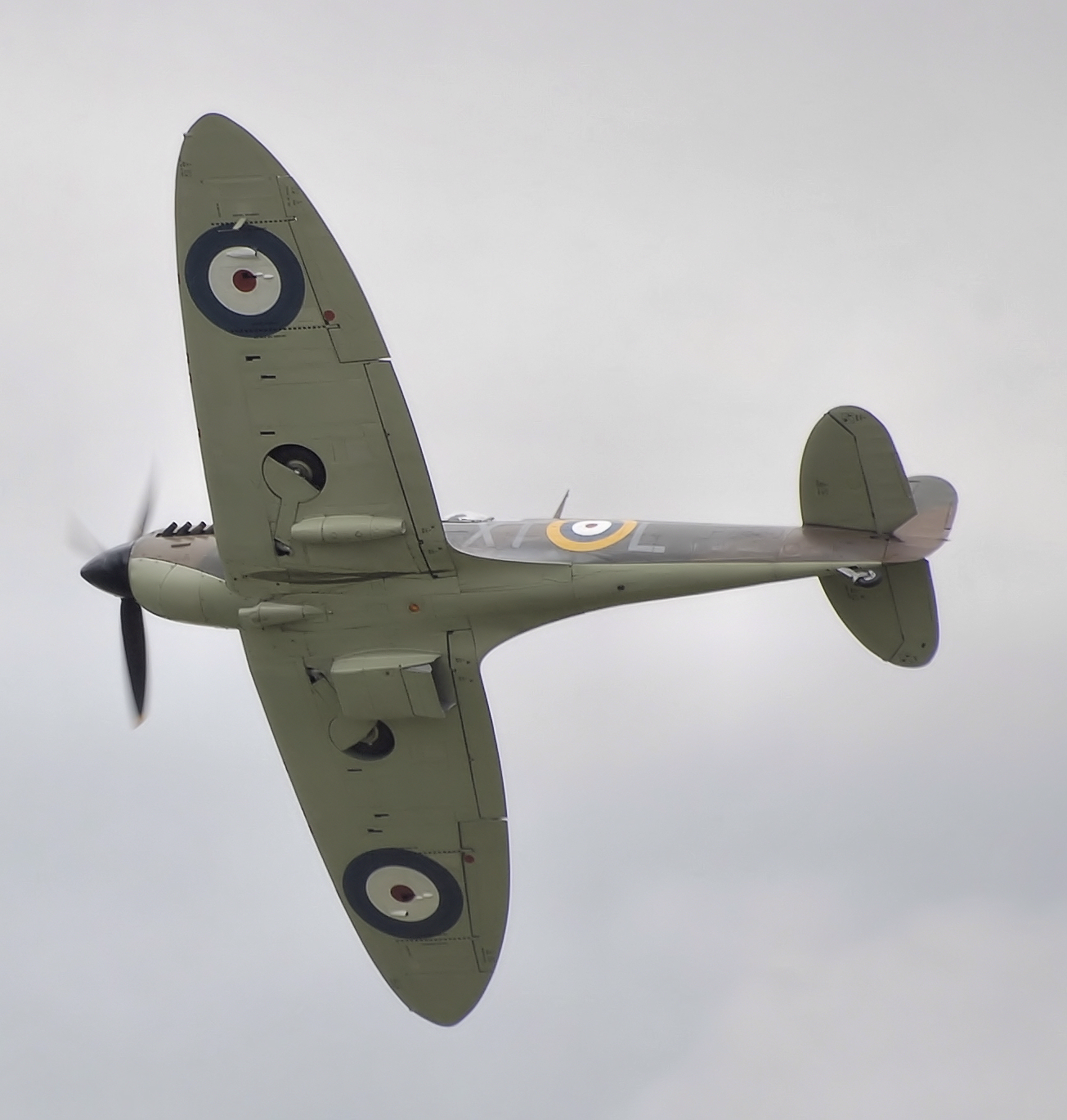
Un Spitfire Mk.2A.

- Supermarine Nighthawk (1917)  - Chasseur de zeppelins
- Supermarine Baby (1917) - Hydravion monoplace de chasse
- Supermarine Sea Lion I (1919) - Hydravion participant à la Coupe Schneider
- Supermarine Sea Lion II et III
- Supermarine Channel (1919) - version civile de l'AD Flying Boat
- Supermarine Scylla (Début des années 1920) - Hydravion biplan
- Supermarine Sea Urchin (Début des années 1920)
- Supermarine Commercial Amphibian (1920)
- Supermarine Sea King (1920) - Hydravion monoplace de chasse
- Supermarine Seagull (1921) - Hydravion de reconnaissance
- Supermarine Seal (1921)
- Supermarine Sea Eagle (1923) - Hydravion de transport civil
- Supermarine Scarab (1924) - version militaire du Sea Eagle
- Supermarine Sheldrake
- Supermarine Swan (1924) - Hydravion expérimental
- Supermarine Sparrow (1924) - ULM biplace
- Supermarine Southampton (1925) - Hydravion
- Supermarine S.4 (1925) - Hydravion participant à la Coupe Schneider
- Supermarine S.5 (1927) - Hydravion participant à la Coupe Schneider
- Supermarine Nanok (1927)
- Supermarine Solent (1927)
- Supermarine Seamew (1928) - Hydravion bimoteur
- Supermarine S.6 (1929) - Hydravion monoplace de course
- Supermarine S.6B (1931) - Hydravion de course (Premier appareil à dépasser 400 mph, soit 644 km/h)
- Supermarine Air Yacht (1931) - Hydravion pouvant transporter six passagers
- Supermarine Scapa (1932) - Hydravion
- Supermarine Stranraer (1932) - Hydravion d'emplois général
- Supermarine Walrus (1933) - Hydravion de reconnaissance
- Supermarine Spitfire (1936) - Chasseur monoplace
- Supermarine Sea Otter (1938) - Hydravion
- Supermarine 318 (1936) - Bombardier quadrimoteur répondant au cahier des charges B.12/36
- Supermarine 322 aussi désigné S.24/37 ou « Dumbo » (1939)
- Supermarine Spiteful (1944) - Remplaçant du Spitfire
- Supermarine Seafang (1946) - Évolution du Spitfull
- Supermarine Attacker (1946) - Chasseur à réaction
- Supermarine Seagull ASR-1 (1948) - Hydravion de recherche et de secours et de reconnaissance
- Supermarine 510 (1948) -Prototype d'Attacker à ailes en flèche
- Supermarine 535 (1950) - Précurseur du Swift propulsé par un turboréacteur Rolls-Royce Nene
- Supermarine Swift (1951) - Chasseur à réaction
- Supermarine 508 (1951) - Prototype de chasseur bi-réacteur à ailes en flèche et empennega en « V »
- Supermarine 525 (1954) -Précurseur du Scimitar
- Supermarine Scimitar (1956) - Avion d'assaut embarqué

Projets proposés :
- Supermarine Type 224 - Projet de chasseur abandonné en 1934
- Supermarine Type 305 (1938) - Projet visant à créer un dérivé du Spitfire équipé d'une tourelle armée
- Supermarine Type 323 - Projet abandonné de record de vitesse sur base du Spitfire 48 n° K9834
- Supermarine Type 324 - Projet de variante du Spitfire équipé de deux Merlin, d'un train tricycle
- Supermarine Type 545 - Projet de version supersonique du Swift
- Supermarine Type 553 (1953) - Projet d'appareil expérimentant les vols à mach 2
- Supermarine Type 559 (1955) - Projet répondant au cahier des charges F.155 pour un chasseur supersonique à haute altitude
- Supermarine Type 571 - Projet répondant au cahier des charges GOR.339 remporté par le BAC TSR-2